# Евальд Окас
Евальд Окас (ест. Evald Okas; нар. 28 листопада 1915, Таллінн — пом. 30 квітня 2011, Таллінн) — естонський художник, найбільше відомий картинами із зображеннями оголених тіл.